# Konstantinos Tzolakis
Konstantinos Tzolakis (griechisch Κωνσταντίνος Τζολάκης, * 8. November 2002 in Chania) ist ein griechischer Fußballtorhüter, der aktuell für Olympiakos Piräus spielt.

## Karriere

### Verein
In der Saison 2019/20 spielte Tzolakis fünfzehn Spiele in der U19-Liga für Olympiakos Piräus. Am 4. März 2020 debütierte Tzolakis bei der 3:2-Auswärtsniederlage gegen PAOK Thessaloniki im Halbfinale Hinspiel des Griechischen Fußballpokals für die erste Mannschaft. Im Rückspiel wurde er nicht mehr eingesetzt, dafür aber im Finale, welches Piräus mit 0:1 gegen AEK Athen gewinnen konnte. Zudem wurde er einmal in den Playoffs der Super League eingesetzt und mit der Mannschaft griechischer Meister. Tzolakis war in der Saison 2020/21 Teil des Kaders bei allen internationalen Spielen, sowohl in der UEFA Champions League als auch in der UEFA Europa League, kam aber nicht zum Einsatz. Zudem kam er auf fünf Ligaspiele und einem Einsatz im Pokal. 2021 wurde er zudem für den Golden Boy nominiert und erneut griechischer Meister. In der Saison 2021/22 kam er in vier Qualifikationsspielen zur Champions League zum Einsatz, sowie in drei Liga- und einem Pokalspiel. Darüber hinaus stand er 16-mal für die zweite Mannschaft auf dem Feld.

### Nationalmannschaft
Tzolakis war Teil der griechischen U17-Nationalmannschaft bei der U-17-Europameisterschaft 2019, schied aber als Gruppenletzter aus. Er stand in allen drei Spielen im Tor.

## Erfolge
Olympiakos Piräus
- Super League Griechenland-Meister: 2019/20; 2020/21; 2021/22
- Griechischer Fußballpokal-Sieger: 2019/20
- Conference-League-Sieger: 2024